# ليوناردو أكوستا
ليوناردو أكوستا (بالإسبانية: Leonardo Acosta) (21 مارس 1977 في الأوروغواي - ) هو لاعب كرة قدم أوروغواني في مركز الهجوم. لعب مع أتلتيكو باتروناتو ورامبلا جونيورز ونادي رينتيستاس وديبورتيفو كولونيا وUnión de Sunchales ‏ وCentral Córdoba de Santiago del Estero ‏ وClub y Biblioteca Ramón Santamarina ‏ وGuaraní Antonio Franco ‏ وGuillermo Brown de Puerto Madryn ‏ وReal Arroyo Seco ‏.

## وصلات خارجية
- ليوناردو أكوستا على موقع قاعدة بيانات كرة القدم.إي يو (الإنجليزية)
- ليوناردو أكوستا على موقع Soccerway.com (الإنجليزية)